# Private Parts (pel·lícula de 1972)
Private Parts és una pel·lícula de thriller psicològic de 1972 amb alguns elements de de terror i comèdia negra, dirigida pel director de cinemaa underground Paul Bartel com el seu debut al llargmetratge. La pel·lícula és protagonitzada per Ayn Ruymen, Lucille Benson i John Ventantonio.

## Trama
Quan Cheryl i la seva companya d'habitació es barallen, Cheryl es trasllada a l'hotel Skid Row de la seva tia al centre de Los Angeles en lloc de tornar a casa a Ohio. Els hostes són estranys, la tia Martha és una moralitzadora obsessionada amb els funerals, l'assassinat està en marxa i la inexperta i confiada Cheryl pot ser la següent víctima. Vol ser tractada com una dona i se sent atreta per George, un fotògraf guapo que anhela el contacte humà, però dorm amb una nina inflada amb aigua i espia Cheryl mentre es banya. Jeff, un empleat del barri, pot ser l'únic aliat de Cheryl en allò que ella no s'adona que és una residència perillosa embruixada per secrets familiars. I què li va passar a l'Alice, una model que solia tenir l'habitació de Cheryl?

## Repartiment
- Ayn Ruymen - Cheryl Stratton
- Lucille Benson - Aunt Martha Atwood
- John Ventantonio - George Atwood
- Laurie Main - Reverend Moon
- Stanley Livingston - Jeff
- Charles Woolf - Jeff's dad
- Ann Gibbs - Judy
- Len Travis - Mike
- Dorothy Neumann - Mrs. Quigley
- Gene Simms - Primer polocia
- John Lupton - Segon policia
- Patrick Strong - Artie

## Producció
Private Parts va començar amb el títol provisional "Blood Relations"; el canvi va venir per ordre del cap de l'estudi de la MGM James Aubrey, però Private Parts com a títol va ser problemàtic perquè alguns diaris no el van imprimir; a Chicago, la pel·lícula es va anunciar com a "Private Arts".
El productor Gene Corman, el germà de Roger Corman, va convèncer MGM perquè permetés al realitzador de cinema underground de Nova York Paul Bartel dirigir el seu primer llargmetratge per ells. Originalment se suposava que havia estat dirigit per Andrew Davis, que va romandre com a director de fotografia quan va ser substituït per Bartel. El rodatge dels exteriors va tenir lloc a l'hotel King Edward prop de Skid Row, Los Angeles. El guió de Philip Kearney i Les Rendelstein es basava en persones de la vida real que havien conegut a Los Angeles als anys 60. Bartel també va fer contribucions no acreditades al guió.
El paper de la tia Martha, interpretada per Lucille Benson, estava pensat per a Mary Astor.
Quan la pel·lícula es va projectar al públic, els resultats van ser tan dolents que l'estudi va decidir estrenar la pel·lícula sota la seva filial "Premier Productions", juntament amb dues pel·lícules de terror estàndard; llavors va ser arxivada. No obstant això, la pel·lícula tenia drets d'autor de MGM i no de Premier Productions. Malgrat l'evident manca d'interès de MGM en promocionar la propietat, l'estudi va passar l'oportunitat per vendre-la a New World Pictures de Roger Corman quan van expressar interès a comprar-la.

## Resposta
Roger Greenspan, que va ressenyar la pel·lícula per a The New York Times en la seva estrena, va escriure:
| « | [Bartel] té èxit en alguns detalls i falla en altres. Però l'intent, fins i tot quan no funciona del tot, és molt més interessant que la majoria... Private Parts és almenys una ocasió esperançadora per als que estimem el cinema intel·lectual i al mateix temps ens preocupem per l'amenaçadora escala., per l'ombra nefasta, per a sales buides tancades contra la llum de la tarda... Bartel és un jove director els curtmetratges anteriors del qual han mostrat un geni de títol (Secret Cinema, Naughty Nurse) no coincideixen completament pel seu contingut. Private Parts no és cap triomf, però sí que marca un pas de gegant cap a l'èxit de la barreja de perversitat precoç i bon sentit satíric que sembla la direcció destinada a la seva carrera. | » |

La pel·lícula no va resultar bé a taquilla.